# Sinfra
Sinfra este o comună din regiunea Marahoué, Coasta de Fildeș.